# ياسمين فرح
ولدت ياسمين فرح في 22 سبتمبر 1993، هي لاعبة التنس الطاولة في جيبوتي.
ففي سن 18 عام لعبت كممثلة لدولتها في الاوليمبياد الصيفية عام 2012.
أقيم هذا الحدث في إكسيل بلندن. واحرزت أفضل اثنين وثلاثين نقطة التي حصلت عليها ياسمين،  فمنذ فوز ياسمين على 70 مباراة في الجولة التمهيدية، والتي خسرت في أربع جولات، وسجلت 0 و2 و2 و4 في المباريات على التوالي.

## روابط خارجية
- ياسمين فرح على موقع منظمة تنس الطاولة العالمي (الإنجليزية)
- ياسمين فرح على موقع اللجنة الأولمبية الدولية (الإنجليزية)
- ياسمين فرح على موقع أوليمبيديا (الإنجليزية)